# Prolepsis sandaraca
Prolepsis sandaraca là một loài ruồi trong họ Asilidae. Prolepsis sandaraca được Martin miêu tả năm 1966. Loài này phân bố ở vùng Tân nhiệt đới.